# Huntington Museum of Art
Huntington Museum of Art är ett konstmuseum i Huntington, West Virginia, USA. Det har ett flertal kollektioner, utställningar, utbildningsprogram på sitt campus. Framförallt har museet stora kollektioner av amerikanska och europeiska målningar, skulpturer, tryck och teckningar, glasföremål tillverkat i West Virginia och Ohio Valley, folklig konst, silverkonst, vapen och kulturföremål från Mellanöstern.